# Aulnoy
Pour les villes s'étant appelé Aulnoy par le passé, voir Aulnoy-sur-Aube et Aulnoy-lez-Valenciennes.
Aulnoy (prononcé [ɔl.ˈnwa] ) est une commune française située dans le département de Seine-et-Marne, en région Île-de-France.

## Géographie

### Localisation
- 1Carte dynamique
- 2Carte Openstreetmap
- 3Carte topographique

Aulnoy est située à 3 km au nord de Coulommiers.

### Communes limitrophes
|                      | Jouarre 9,8 km      | Saint-Germain-sous-Doue 3,74 km |
| Giremoutiers 4,79 km | Aulnoy              |                                 |
| Mouroux 4,76 km      | Coulommiers 2,89 km | Boissy-le-Châtel 3,87 km        |

### Hydrographie

#### Réseau hydrographique

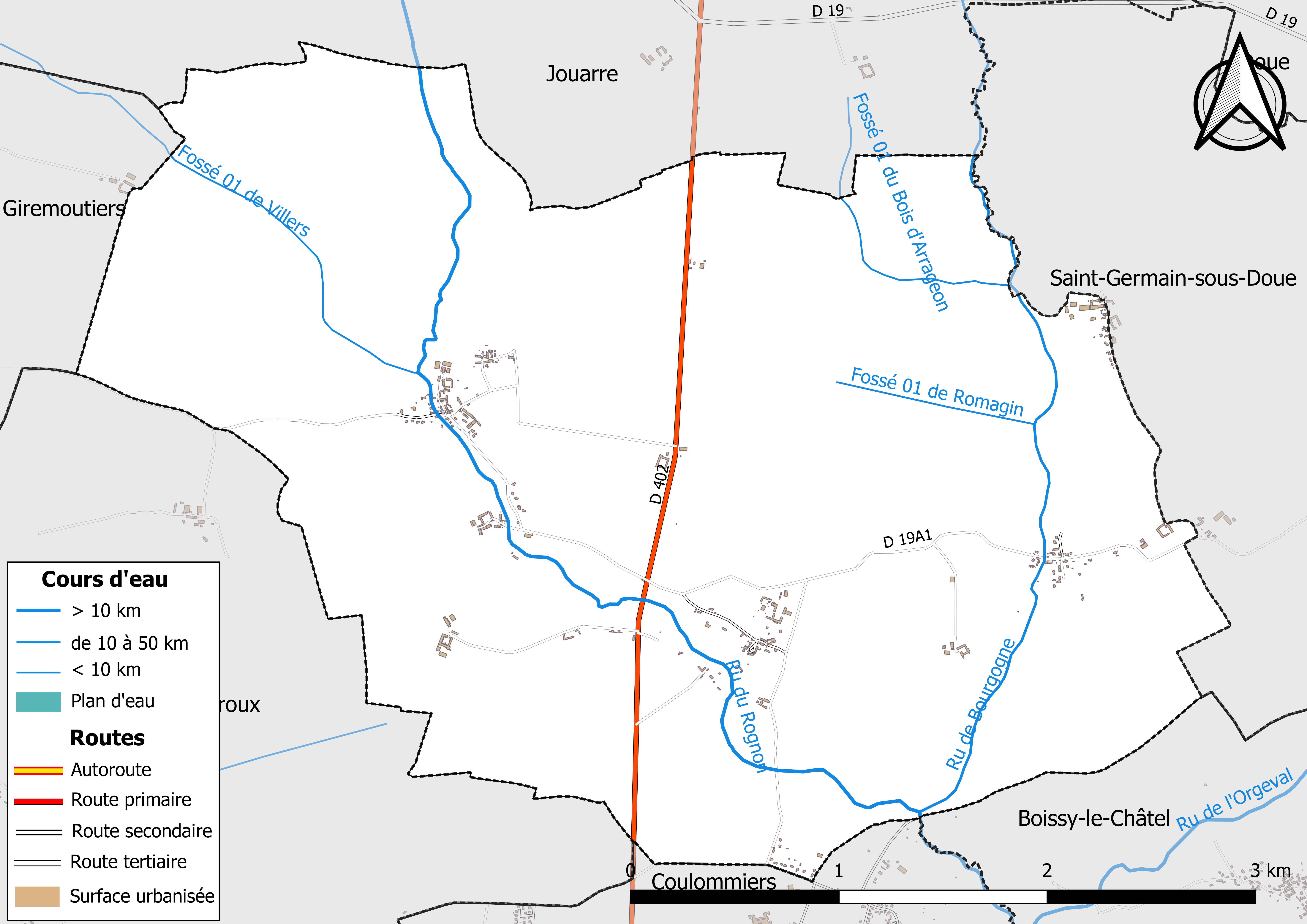
Carte des réseaux hydrographique et routier d'Aulnoy.

Le réseau hydrographique de la commune se compose de cinq cours d'eau référencés :
- le ru du Rognon, long de 13,15 km[1] ; 
  - le fossé 01 de Villers, 2,76 km[2], et ;
  - le ru de Bourgogne, 7,50 km[3] qui confluent avec le ru du Rognon ;
    - le fossé 01 de Romagin, long de 0,97 km[4], et ;
    - le fossé 01 du Bois d'Arrageon, long de 1,59 km[5], qui confluent dans le ru de Bourgogne.

La longueur totale des cours d'eau sur la commune est de 12,78 km.

#### Gestion des cours d'eau
Afin d’atteindre le bon état des eaux imposé par la Directive-cadre sur l'eau du 23 octobre 2000, plusieurs outils de gestion intégrée s’articulent à différentes échelles pour définir et mettre en œuvre un programme d’actions de réhabilitation et de gestion des milieux aquatiques : le SDAGE, à l’échelle du bassin hydrographique, et le SAGE, à l’échelle locale. Ce dernier fixe les objectifs généraux d’utilisation, de mise en valeur et de protection quantitative et qualitative des ressources en eau superficielle et souterraine. Le département de Seine-et-Marne est couvert par six SAGE, au sein du bassin Seine-Normandie.
La commune fait partie du SAGE « Petit et Grand Morin », approuvé le 21 octobre 2016, au sein du Bassin Seine-Normandie. Le territoire de ce SAGE comprend les bassins du Petit Morin (630 km2) et du Grand Morin (1 185 km2). Le pilotage et l’animation du SAGE sont assurés par le syndicat Mixte d'Aménagement et de Gestion des Eaux (SMAGE) des 2 Morin, qualifié de « structure porteuse ».

### Climat
Pour des articles plus généraux, voir Climat de l'Île-de-France et Climat de Seine-et-Marne.
En 2010, le climat de la commune est de type climat océanique dégradé des plaines du Centre et du Nord, selon une étude du CNRS s'appuyant sur une série de données couvrant la période 1971-2000. En 2020, Météo-France publie une typologie des climats de la France métropolitaine dans laquelle la commune est exposée à un climat océanique altéré et est dans la région climatique Nord-est du bassin Parisien, caractérisée par un ensoleillement médiocre, une pluviométrie moyenne régulièrement répartie au cours de l’année et un hiver froid (3 °C).
Pour la période 1971-2000, la température annuelle moyenne est de 10,4 °C, avec une amplitude thermique annuelle de 15,2 °C. Le cumul annuel moyen de précipitations est de 737 mm, avec 11,6 jours de précipitations en janvier et 8,1 jours en juillet. Pour la période 1991-2020, la température moyenne annuelle observée sur la station météorologique la plus proche, située sur la commune de Mouroux à 5 km à vol d'oiseau, est de 11,3 °C et le cumul annuel moyen de précipitations est de 721,3 mm,. Pour l'avenir, les paramètres climatiques de la commune estimés pour 2050 selon différents scénarios d'émission de gaz à effet de serre sont consultables sur un site dédié publié par Météo-France en novembre 2022.
| Mois                                  | jan.            | fév.           | mars           | avril         | mai           | juin         | jui.          | août          | sep.          | oct.            | nov.            | déc.             | année      |
| ------------------------------------- | --------------- | -------------- | -------------- | ------------- | ------------- | ------------ | ------------- | ------------- | ------------- | --------------- | --------------- | ---------------- | ---------- |
| Température minimale moyenne (°C)     | 1,3             | 1,6            | 3,5            | 5,7           | 9,2           | 12,1         | 13,6          | 13,5          | 10,6          | 8,1             | 4,5             | 2,1              | 7,1        |
| Température moyenne (°C)              | 3,7             | 4,6            | 7,5            | 10,6          | 14,2          | 17,3         | 19,3          | 19,2          | 15,9          | 12              | 7,2             | 4,4              | 11,3       |
| Température maximale moyenne (°C)     | 6               | 7,7            | 11,5           | 15,6          | 19,1          | 22,4         | 25            | 25            | 21,1          | 15,8            | 9,9             | 6,7              | 15,5       |
| Record de froid (°C) date du record   | −14,4 07.01.09  | −11,8 04.02.12 | −10,1 13.03.13 | −3,9 08.04.03 | 0,4 24.05.13  | 3,3 04.06.01 | 6,1 04.07.08  | 4,7 26.08.18  | 2,3 25.09.02  | −3,7 29.10.1997 | −9,4 24.11.1998 | −11,4 31.12.1996 | −14,4 2009 |
| Record de chaleur (°C) date du record | 15,5 05.01.1999 | 18,8 24.02.21  | 24,8 31.03.21  | 28,5 20.04.18 | 31,2 28.05.17 | 36 27.06.11  | 41,1 25.07.19 | 38,9 12.08.03 | 34,8 09.09.23 | 27,8 01.10.11   | 22,1 07.11.15   | 16,4 07.12.00    | 41,1 2019  |
| Précipitations (mm)                   | 57,9            | 55,9           | 52,6           | 44,6          | 62,4          | 61,2         | 61,9          | 63,3          | 50,6          | 65,8            | 65,3            | 79,8             | 721,3      |

### Milieux naturels et biodiversité
Aucun espace naturel présentant un intérêt patrimonial n'est recensé sur la commune dans l'inventaire national du patrimoine naturel,,.

## Urbanisme

### Typologie
Au 1er janvier 2024, Aulnoy est catégorisée commune rurale à habitat dispersé, selon la nouvelle grille communale de densité à sept niveaux définie par l'Insee en 2022.
Elle est située hors unité urbaine. Par ailleurs la commune fait partie de l'aire d'attraction de Paris, dont elle est une commune de la couronne,. Cette aire regroupe 1 929 communes,.

### Lieux-dits et écarts
La commune compte 80 lieux-dits administratifs répertoriés consultables ici dont Villers, le Bas Ménil et le Fayet.

### Occupation des sols
L'occupation des sols de la commune, telle qu'elle ressort de la base de données européenne d’occupation biophysique des sols Corine Land Cover (CLC), est marquée par l'importance des territoires agricoles (90,9 % en 2018), une proportion identique à celle de 1990 (90,9 %). La répartition détaillée en 2018 est la suivante : 
terres arables (85,6 %), forêts (8,9 %), prairies (5,3 %), zones urbanisées (0,3 %).
Parallèlement, L'Institut Paris Région, agence d'urbanisme de la région Île-de-France, a mis en place un inventaire numérique de l'occupation du sol de l'Île-de-France, dénommé le MOS (Mode d'occupation du sol), actualisé régulièrement depuis sa première édition en 1982. Réalisé à partir de photos aériennes, le Mos distingue les espaces naturels, agricoles et forestiers mais aussi les espaces urbains (habitat, infrastructures, équipements, activités économiques, etc.) selon une classification pouvant aller jusqu'à 81 postes, différente de celle de Corine Land Cover,,. L'Institut met également à disposition des outils permettant de visualiser par photo aérienne l'évolution de l'occupation des sols de la commune entre 1949 et 2018.

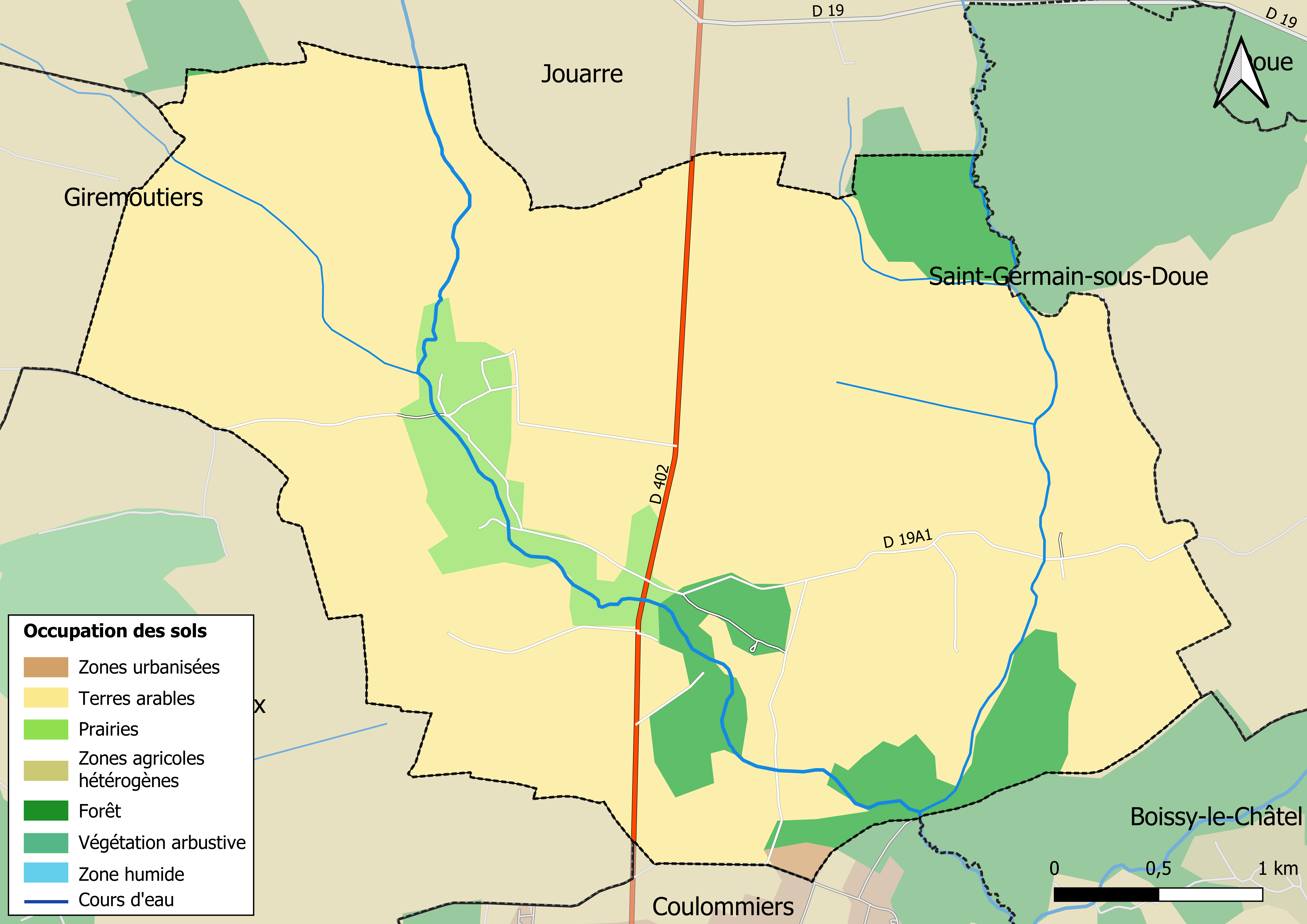
Carte des infrastructures et de l'occupation des sols en 2018 (CLC) de la commune.
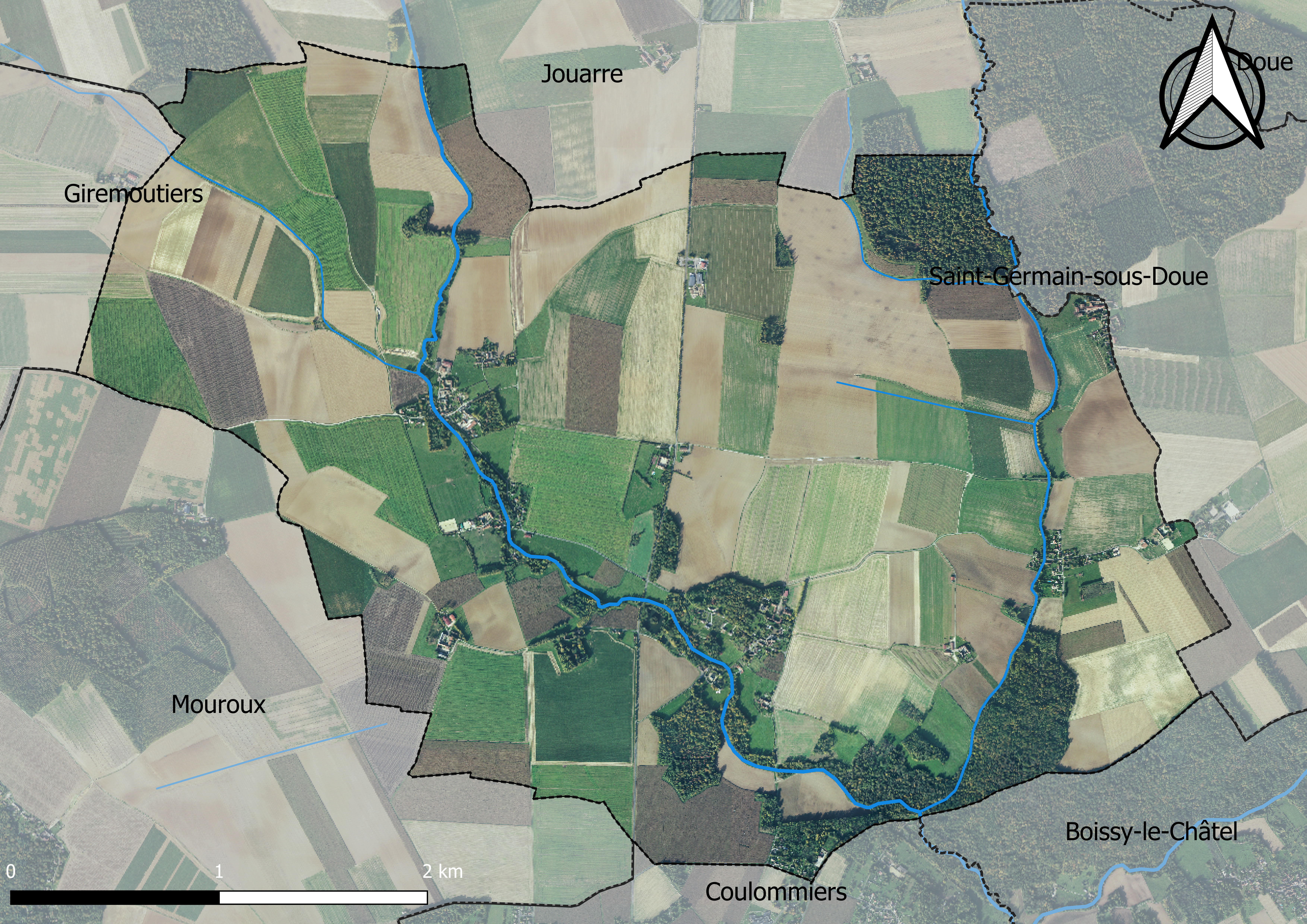
Carte orhophotogrammétrique de la commune.

### Planification
La loi SRU du 13 décembre 2000 a incité les communes à se regrouper au sein d’un établissement public, pour déterminer les partis d’aménagement de l’espace au sein d’un SCoT, un document d’orientation stratégique des politiques publiques à une grande échelle et à un horizon de 20 ans et s'imposant aux documents d'urbanisme locaux, les PLU (Plan local d'urbanisme). La commune est dans le territoire du SCOT du Bassin de vie de Coulommiers, approuvé le 11 juillet 2013 et porté par le syndicat intercommunal d’étude et de programmation (SIEP) de Coulommiers.
La commune, en 2019, avait engagé l'élaboration d'un plan local d'urbanisme. Le zonage réglementaire et le règlement associé peuvent être consultés sur le géoportail de l'urbanisme.

### Logement
En 2016, le nombre total de logements dans la commune était de 
160 dont 97,5 % de maisons et 2,5 % d’appartements.
Parmi ces logements, 88,8 % étaient des résidences principales, 9,4 % des résidences secondaires et 1,9 % des logements vacants.
La part des ménages fiscaux propriétaires de leur résidence principale s’élevait à 83,1 % contre 16,2 % de locataires et 0,7 % logés gratuitement,.

### Voies de communication et transports

#### Transports
La commune est desservie par la ligne d’autocars No 09 (Rebais – Coulommiers) du réseau de bus Brie et 2 Morin.

## Toponymie
Le nom de la localité est attesté sous la forme latinisée Alnetum prope Columbarium en 1265; Aunoi le Chastel en 1278; Annuellum au XIIIe siècle; Aunoy en 1304; Aunoy lez Coulommiers en 1444; Aulnoy en Brie 1597.
Ce toponyme signifie « bois d'aunes ». Il rappelle l'existence en ces lieux d'aulnais, où, ce qui est aussi une possibilité, de l'utilisation importante de l'aulne pour usages domestiques ou artisanaux. L’aulne, l’arbre, utilisé autrefois pour la fabrication des tonneaux avant l’apparition du châtaignier dans la région.

## Histoire
Sous l'époque romaine, Aulnoy (Alnetum) était une station militaire (mansion). Deux anciennes routes empierrées traversaient son territoire. L'une s'appelait « Rue Julienne » dans certains titres du XVe siècle et reliait Chailly-en-Brie à Meaux. Elle est également connue sous le nom de voie principale de Sens à Soissons. Cette voie passait par Amillis, Pontmoulin, franchissait le Grand Morin, remontait vers le plateau du Theil, laissant à sa gauche les habitations gallo-romaines du Montcel de Coulommiers puis vers le hameau de Villers par un chemin appelé Paré puis par le Fourchaud pour se diriger vers Jouarre.
L'autre s'appelait « Grand chemin de Paris », venant de Rebais et coupant la Rue Julienne au hameau de Villers. Cette voie remonte à Julien l'Apostat, seul empereur romain de ce nom. Elle est aussi connue sous le nom de Voie secondaire de Coulommes à Doue. Plusieurs vestiges préhistoriques (silex taillés ou polis) et vestiges romains (tuiles) ont été retrouvés sur le territoire de la commune.
Au temps où Thierry III, roi de Neustrie, en 678, fit don à l'abbaye de Saint-Denis de Coulommiers de la mense d'Aulnoy, le pays comptait sept ou huit étangs disparus depuis le XIVe siècle (beaucoup de hameaux de la commune disposent ainsi de nombreux puits). Les trois derniers étangs ont été mis en culture en 1820, 1835, et 1848. La commune dispose de nombreuses sources qui ont été acquises en 1879 par la commune de Coulommiers pour alimenter la ville qui recevait ainsi plus de 57 000 litres par heure en 1909.

## Politique et administration

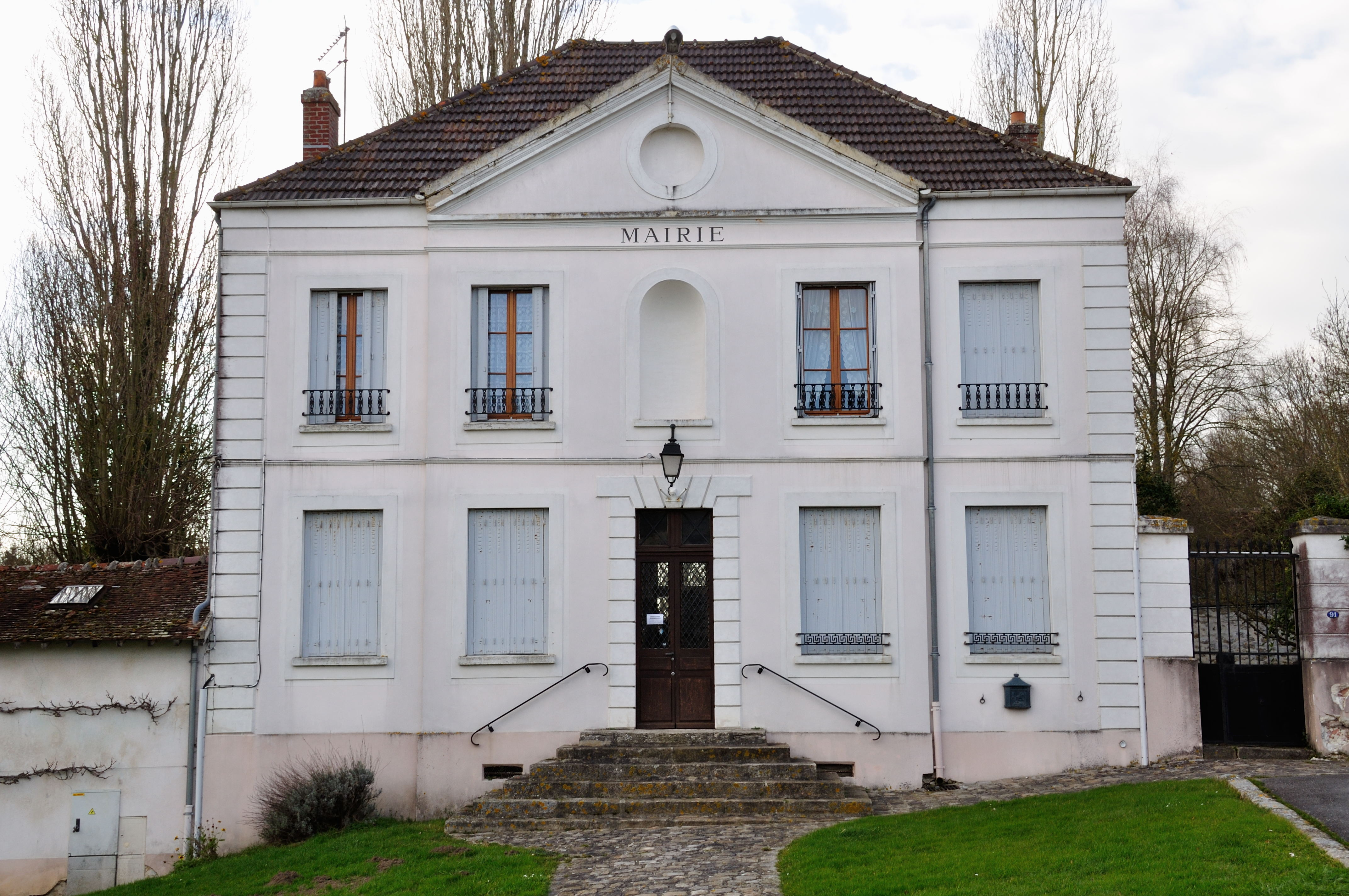
La mairie.

### Liste des maires
| Période                                  | Période                       | Identité       | Étiquette | Qualité |
| ---------------------------------------- | ----------------------------- | -------------- | --------- | --- |
| Les données manquantes sont à compléter. |                               |                |           | |
| 1983                                     | 2008                          | Gilbert Gobard |           | |
| 2008                                     | En cours (au 28 juillet 2020) | Éric Gobard    | SE        | Agriculteur biologique Vice-président de la CA Coulommiers Pays de Brie (2020 → ) Réélu pour le mandat 2020-2026 |

### Distinctions et labels
La commune a obtenu le trophée Zéro Phyt'eau en 2013 pour avoir supprimé les produits phytosanitaires, estimés constituer des substances dangereuses pour la santé des habitants et les nappes phréatiques, bien avant que les communes ne soient plus autorisées à les utiliser.

## Équipements et services

### Eau et assainissement
L’organisation de la distribution de l’eau potable, de la collecte et du traitement des eaux usées et pluviales relève des communes. La loi NOTRe de 2015 a accru le rôle des EPCI à fiscalité propre en leur transférant cette compétence. Ce transfert devait en principe être effectif au 1er janvier 2020, mais la loi Ferrand-Fesneau du 3 août 2018 a introduit la possibilité d’un report de ce transfert au 1er janvier 2026,.

#### Assainissement des eaux usées
En 2020, la gestion du service d'assainissement collectif de la commune d'Aulnoy est assurée par la communauté d'agglomération Coulommiers Pays de Brie (CACPB) pour la collecte, le transport et la dépollution,,.
L’assainissement non collectif (ANC) désigne les installations individuelles de traitement des eaux domestiques qui ne sont pas desservies par un réseau public de collecte des eaux usées et qui doivent en conséquence traiter elles-mêmes leurs eaux usées avant de les rejeter dans le milieu naturel. Le Syndicat mixte d'assainissement du Nord-Est  (SIANE) assure pour le compte de la commune le service public d'assainissement non collectif (SPANC), qui a pour mission de vérifier la bonne exécution des travaux de réalisation et de réhabilitation, ainsi que le bon fonctionnement et l’entretien des installations,.

#### Eau potable
En 2020, l'alimentation en eau potable est assurée par le syndicat de l'Eau de l'Est seine-et-marnais (S2E77) qui gère le service en régie,,.

## Population et société

### Démographie
L'évolution du nombre d'habitants est connue à travers les recensements de la population effectués dans la commune depuis 1793. Pour les communes de moins de 10 000 habitants, une enquête de recensement portant sur toute la population est réalisée tous les cinq ans, les populations de référence des années intermédiaires étant quant à elles estimées par interpolation ou extrapolation. Pour la commune, le premier recensement exhaustif entrant dans le cadre du nouveau dispositif a été réalisé en 2005.

En 2022, la commune comptait 363 habitants, en évolution de +1,68 % par rapport à 2016 (Seine-et-Marne : +3,92 %, France hors Mayotte : +2,11 %).
| 1793 | 1800 | 1806 | 1821 | 1831 | 1836 | 1841 | 1846 | 1851 |
| ---- | ---- | ---- | ---- | ---- | ---- | ---- | ---- | ---- |
| 244  | 260  | 337  | 329  | 303  | 375  | 373  | 364  | 354  |

| 1856 | 1861 | 1866 | 1872 | 1876 | 1881 | 1886 | 1891 | 1896 |
| ---- | ---- | ---- | ---- | ---- | ---- | ---- | ---- | ---- |
| 360  | 363  | 362  | 358  | 379  | 370  | 362  | 352  | 365  |

| 1901 | 1906 | 1911 | 1921 | 1926 | 1931 | 1936 | 1946 | 1954 |
| ---- | ---- | ---- | ---- | ---- | ---- | ---- | ---- | ---- |
| 378  | 362  | 359  | 359  | 326  | 337  | 287  | 336  | 318  |

| 1962 | 1968 | 1975 | 1982 | 1990 | 1999 | 2005 | 2006 | 2010 |
| ---- | ---- | ---- | ---- | ---- | ---- | ---- | ---- | ---- |
| 252  | 251  | 240  | 287  | 296  | 332  | 370  | 379  | 386  |

| 2015 | 2020 | 2022 | - | - | - | - | - | - |
| ---- | ---- | ---- | - | - | - | - | - | - |
| 360  | 361  | 363  | - | - | - | - | - | - |

### Médias
En 2008, la ville de Coulommiers et les communes environnantes (Mouroux, Boissy-le-Châtel, Aulnoy, Chailly-en-Brie, Faremoutiers, Pommeuse, Giremoutiers, Saint-Germain-sous-Doue entre autres) ont été choisies pour être les premières à passer au tout numérique pour la diffusion de la télévision hertzienne. Depuis le 8 novembre 2008, l'émetteur de Mouroux, site des Parrichets, diffuse la TNT. L'extinction du signal analogique a eu lieu le 5 février 2009.

## Économie

### Revenus de la population et fiscalité
En 2018, le nombre de ménages fiscaux de la commune était de 137, représentant 341 personnes et la  médiane du revenu disponible par unité de consommation  de 27 520 euros.

### Emploi
En 2017 , le nombre total d’emplois dans la zone était de 91, occupant 180 actifs  résidants.
Le taux d'activité de la population (actifs ayant un emploi) âgée de 15 à 64 ans s'élevait à 74,2 % contre un taux de chômage de 4,5 %.
Les 21,3 % d’inactifs se répartissent de la façon suivante : 9,7 % d’étudiants et stagiaires non rémunérés, 6,7 % de retraités ou préretraités et 4,9 % pour les autres inactifs.

### Entreprises et commerces
En 2018, le nombre d'établissements actifs était de 24 dont 5 dans la construction, 9 dans le commerce de gros et de détail, transports, hébergement et restauration, 1 dans l’information et communication, 2 dans les activités immobilières, 3 dans les activités spécialisées, scientifiques et techniques et activités de services administratifs et de soutien, 2 dans l’administration publique, enseignement, santé humaine et action sociale et 2  étaient relatifs aux autres activités de services.
En 2019, 3 entreprises individuelles ont été créées sur le territoire de la commune.
Au 1er janvier 2020, la commune ne disposait pas d’hôtel et de terrain de camping.

## Culture locale et patrimoine

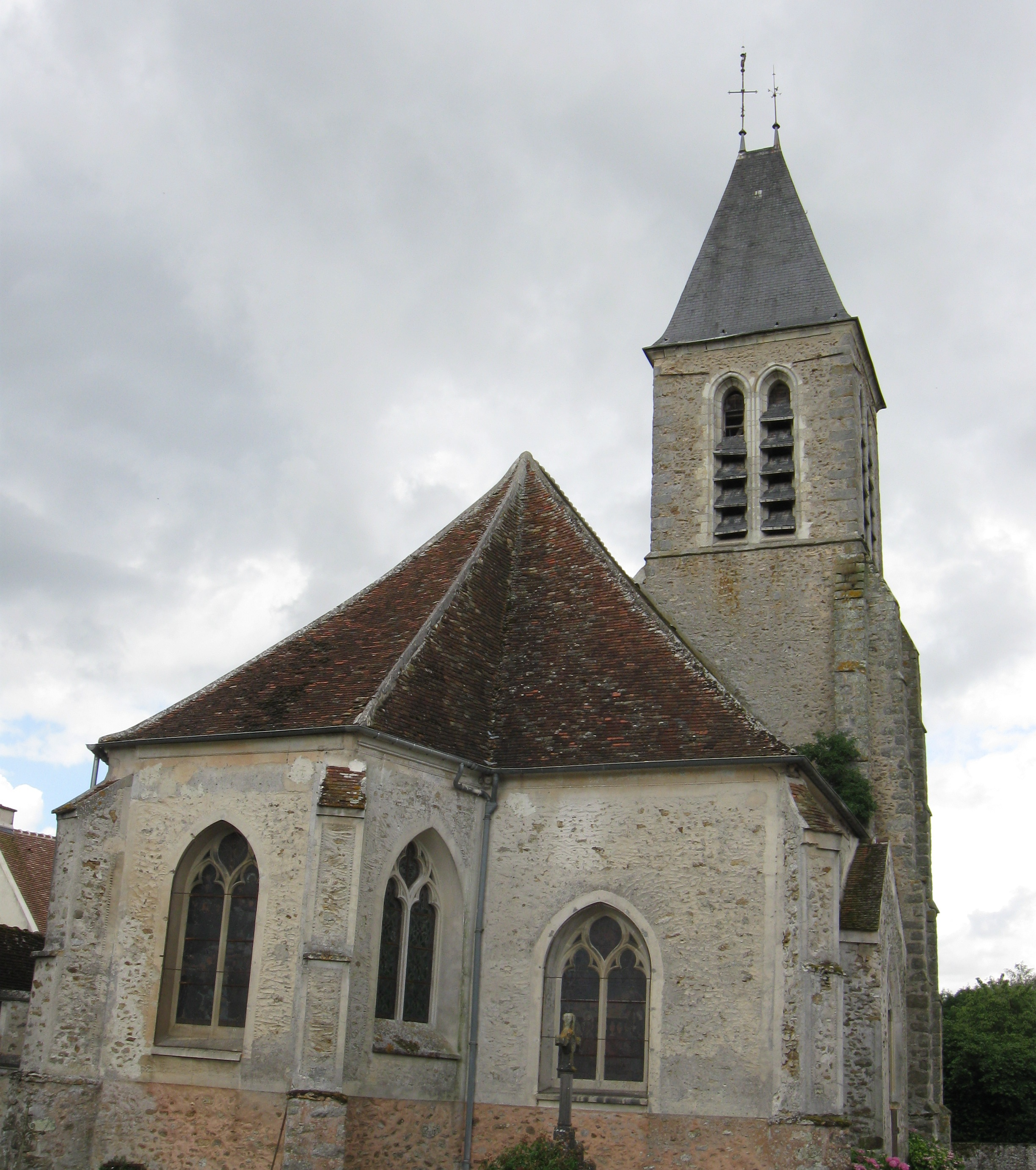
L'église Notre-Dame-de-l’Assomption.

### Lieux et monuments
- L'église Notre-Dame-de-l’Assomption.
- Le Château de La Houssière.
- Le château du Ru.
- Le lavoir.

### Personnalités liées à la commune
Maurice Wanlin (1899-1944), résistant français, né à Aulnoy (hameau de Villiers) le 15 octobre 1899.